# Szalagos maróka
A szalagos maróka (Variimorda fasciata) a rovarok (Insecta) osztályának a bogarak (Coleoptera) rendjébe, ezen belül a mindenevő bogarak (Polyphaga) alrendjébe és a marókafélék (Mordellidae) családjába tartozó faj.

## Előfordulása
A szalagos maróka elterjedési területe Európa. Rendszeresen előfordul, néhol tömeges.

## Megjelenése
A szalagos maróka 0,7-1 centiméter hosszú. Feje az előtor vájatába illik, és a melltőhöz simul. Farfedője feltűnően hosszú, szarvszerű nyúlványba kihúzott, mellyel kígyózó vagy ugró mozdulatokat végezve mozog a virágokon. Szárnyfedőin világos szőrökből sávok vagy foltok vannak.

## Életmódja
A szalagos maróka főleg ernyősvirágzatú növények virágain él.

## Szaporodása
Kis lárvái korhadó fában, főleg fűz- és nyárfában, gombákban, lágyszárú növényekben élnek, de szilvafák ágaiban és törzsében is előfordulnak, ahol károkat okozhatnak. Többszöri vedlés után bábozódnak be.